# Кива Пилип Денисович
Пили́п Дени́сович Кива (1 (14) листопада 1910, Яцинова Слобідка — 2 березня 1992, Полтава) — Герой Радянського Союзу, в часи Другої світової війни — командир 26-го ударно-штурмового батальйону 3-го ударно-штурмового полку 53-ї армії 2-го Українського фронту, старший лейтенант.

## Біографія
Народився 1 (за новим стилем 14) листопада 1910 року в селі Яцинова Слобідка нині Полтавського району Полтавської області в селянській родині. Навчався в Дібрівській неповній середній школі. У 1927 році закінчив Полтавську ветеринарно-фельдшерську школу. Працював фельдшером у колгоспі «Зоря комунізму». У 1932 році був призваний до армії. Після закінчення військової служби працював слюсарем на Полтавському паровозоремонтному заводі.
У 1940 році закінчив Курси удосконалення командного складу запасу Київського особливого військового округу. Вдруге в Червону армію призваний у червні 1941 року. Закінчив фронтові курси молодших лейтенантів. Воював на Західному, Степовому і 2-му Українському фронтах.
У червні 1941 року Пилип Кива був призначений командиром транспортної роти 712-го стрілецького полку 132-ї стрілецької дивізії. Підрозділ, яким він командував, відзначився під час оборони Могильова, Кричева, в боях під Москвою. Літом 1943 року Пилип Денисович Кива призначений командиром батальйону 1134-го стрілецького полку 338-ї стрілецької дивізії. У січні 1944 року старший лейтенант Кива — командир 26-го ударно-штурмового батальйону 3-го ударно-штурмового полку 53-ї армії. У складі військ 2-го Українського фронту батальйон брав участь у боях за визволення Умані, Котовська, Бухареста, Плоєшті. Полк в числі перших вийшов на кордон з Угорщиною.
У серпні 1944 року старший лейтенант Пилип Кива вміло організував дії батальйону при ліквідації оточеного угруповання противника в районі міста Васлуй у Румунії. У боях на території Угорщини його батальйон брав участь у визволенні декількох населених пунктів. У ніч проти 7 листопада 1944 року батальйон П. Д. Ківи форсував річку Тиса. Відбиваючи контратаки противника, батальйон забезпечив форсування річки іншим підрозділам полку. Зосередившись на західному березі річки, батальйон з боєм форсував притоку Тиси — Клейн-Тису, штурмом оволодів важливим рубежем оборони противника населеним пунктом Поросло та залізничною станцією Мезетаркань. 9 листопада батальйон Киви у взаємодії з 20-м і 30-м батальйонами оточили і захопили у полон артилерійський полк противника.
Указом Президії Верховної Ради СРСР від 24 березня 1945 року за зразкове виконання бойових завдань командування і проявлені при цьому мужність і героїзм, старшому лейтенанту Киві Пилипу Денисовичу було присвоєно звання Героя Радянського Союзу з врученням ордена Леніна і медалі Золота Зірка.

Герой Радянського Союзу Кива. П. Д. (праворуч) на церемонії передачі естафети олімпійського вогню Олімпіади-80 в Полтаві

День Перемоги капітан Кива зустрів у Братиславі в Чехословаччині.
Після закінчення війни Пилип Денисович Кива звільнений в запас. У 1948 році закінчив міжобласну дворічну партійну школу у Львові. Працював заступником голови Полтавського міськвиконкому, інструктором Залізничного райкому партії Львова, заступником голови Яготинського райвиконкому Київської області, директором навчально-виробничого комбінату в Полтаві.
На пенсії з 1963 року. Жив у Полтаві. Брав активну участь у роботі з військово-патріотичного виховання молоді. Помер 2 березня 1992 року у віці 81 року. Похований на Полтавському центральному кладовищі.

## Вшанування пам'яті
Почесний громадянин міста Баттонья в Угорщині. Ім'я Героя присвоєно населеному пункту Тиса в Румунії[джерело?].
У Полтаві ім'я Героя висічене на постаменті пам'ятника загиблим залізничникам на території тепловозоремонтного заводу.
У травні 2021 року по вулиці Соборності, 9 було встановлено меморіальну дошку на честь Героя Радянського Союзу П. Д. Киви.

## Родина
- Син: Ківа Олег Пилипович (1947—2007) — український композитор, Заслужений діяч мистецтв УРСР, Народний артист України
- Син: Кива Володимир Пилипович (1951—1998)[2]
- Онук: Кива Ілля Володимирович (1977—2023)

## Нагороди
- Медаль «Золота Зірка» Героя Радянського Союзу (№ 7217)
- Орден Леніна
- Орден Червоного прапора
- Орден Олександра Невського
- Орден Вітчизняної війни 1-й ступеня
- Орден Вітчизняної війни 2-й ступеня
- медалі